# David Carabott
David Carabott, född 18 maj 1968 i Melbourne, Australien, är en maltesisk fotbollstränare och före detta spelare. Han är meste landslagsspelare genom tiderna för Malta med 122 landskamper.